# Mã Vân Lục
Mã Vân Lục (giản thể: 马云騄; phồn thể: 馬雲騄; bính âm: Ma Yunlu) là một nhân vật hư cấu trong tiểu thuyết Phản Tam quốc diễn nghĩa của nhà văn Chu Đại Hoang, một tiểu thuyết dựa vào Tam quốc diễn nghĩa của nhà văn La Quán Trung.

## Thân thế
Mã Vân Lục là con gái út của Mã Đằng, em gái của Mã Siêu, Mã Hưu, Mã Thiết. Mã Vân Lục được mô tả có tướng mạo xuất chúng, võ nghệ siêu quần. Vì là con gái út, từ nhỏ không có mẹ, nên Mã Đằng không nỡ để con gái xuất giá mà muốn chiêu một người ở rể. Cho đến khi Mã Đằng chết, Mã Vân Lục đã 22 tuổi mà vẫn chưa tìm được chồng. Khi ra trận, Mã Vân Lục mặc áo trắng, giáp trắng, dù là thân con gái nhưng có phong thái hào kiệt.

## Tiểu sử
Trong tiểu thuyết, Tào Tháo muốn đánh chiếm Tây Xuyên, nhưng lại lo lắng Mã Đằng không nghe mình, bèn dùng kế của Hoa Hâm, cho Giả Hủ đưa chiếu thuyết phục Mã Đằng vào kinh để giết hại. Mã Đằng tin theo Giả Hủ, Chung Do, mang theo Mã Hưu, Mã Thiết, Mã Đại đến Hứa Xương, bị Hứa Chử, Vương Tất phục kích sát hại. Mã Đại trốn về Lương Châu, gặp được Mã Siêu, Mã Vân Lục cùng vợ Siêu là Dương Phượng. Mã Siêu quyết tâm cất quân báo thù, cùng Mã Đại liên minh với Hàn Toại tấn công Trường An. Liên quân chiếm được Trường An, Mã Siêu để Mã Vân Lục cầm 1 vạn quân trấn thủ.
Mã Siêu bị Tào Tháo đánh bại, phải lui về Thiên Thủy, nhận được thư của Lưu Bị, mang Mã Vân Lục cùng tàn quân vượt đường Âm Bình, qua Kiếm Các, đóng quân ở Lãng Trung, hội quân với Lưu Bị tấn công Thành Đô của Lưu Chương. Tướng của Chương là Lưu Khôi lao ra khỏi thành khiêu chiến, Mã Vân Lục từ khi xuất chinh đều chỉ làm thành chủ, chưa được xuất chiến bao giờ, thấy có tướng địch lập tức thúc ngựa xông lên. Hai tướng giao chiến được 20 hiệp thì Lưu Khôi sợ hãi bỏ chạy, Mã Vân Lục truy kích đến thành nam thì gặp gỡ tướng của Lưu Bị là Triệu Vân. Vân giúp Mã Vân Lục bắt giữ Lưu Khôi, cùng nhau đến gặp gỡ Lưu Bị.
Lưu Bị tiếp quản Tây Xuyên, thấy Triệu Vân lớn tuổi mà chưa có vợ, bèn bàn với Gia Cát Lượng hỏi Mã Vân Lục cho Vân. Mã Siêu nể Gia Cát, lại tán thành Triệu Vân, nên đồng ý hôn sự. Lưu Bị đích thân làm chủ hôn cho hai người. Từ đây, quân Kinh Châu với quân Tây Lương càng mau chóng dung hợp. Sau Triệu Vân ra trấn thủ Kinh Châu, Vân Lộc cũng đi theo.
Tôn Quyền chiếm giữ Hợp Phì xong lại xé bỏ minh ước, cho quân tấn công Kinh Châu. Triệu Vân đến Ba Lăng chống trả quân Giang Đông, để Mã Vân Lục đánh trống, còn bản thân tự mình làm gương cho quân sĩ, xông lên đánh đuổi Lã Mông, Phan Chương, Trần Vũ. Tôn Quyền liên minh với Tào Tháo, cho quân đến đánh, Triệu Vân để Mã phu nhân cùng Lưu Phong trấn thủ Tiềm Giang, còn tự mình cầm quân chiếm lại Giang Hạ. Mã Vân Lục cùng Lưu Phong hợp sức đẩy lui thủy quân Cam Ninh đánh lén, khiến Cam Ninh phải than: Ta tòng quân từ lúc còn trẻ, tham gia hơn chục trận chiến lớn nhỏ, chưa từng thua trận. Giờ đây thua trong tay một nữ tử, sao không thất vọng!

## Trong văn hóa
Nhân vật Mã Vân Lục xuất hiện trong nhiều tác phẩm diễn sinh có chủ đề Tam Quốc.

### Trò chơi điện tử
Trong dòng trò chơi Tam quốc chí của Koei, Mã Vân Lục xuất hiện trong các phiên bản IX, X, XI, XIII, XIV.
Trong trò chơi điện tử Tam quốc Triệu Vân truyện, Mã Vân Lục xuất hiện với tên Văn Lộ (文鷺), võ nghệ cao cường, cá tính điêu ngoa, nhu tình như nước, đi theo Triệu Vân chinh chiến thiên hạ.

### Phim truyền hình
| Thời gian | Tác phẩm truyền hình  | Nhân vật             | Diễn viên |
| 2016      | Vũ thần Triệu Tử Long | Mã Ngọc Nhu (馬玉柔) | Yoona     |